# Бассас-да-Индия
Бассас-да-Индия (фр. Bassas da India) — группа необитаемых островов в Индийском океане.
Включены Францией в состав французской заморской территории Острова Эпарсе. Их территория оспаривается Мадагаскаром.

## География
Группа необитаемых островов вулканического происхождения в южной части Индийского океана в Мозамбикском проливе на полпути между Мадагаскаром и Мозамбиком в 80 километрах к северу от острова Европа. Площадь — 0,2 км². Длина береговой линии — 35,2 км.
Это подводная гора высотой в 3000 м, которая еле возвышается над поверхностью океана. В период сильных приливов рифовые поверхности острова полностью исчезают под водой. Именно поэтому рядом с ним произошло множество кораблекрушений, о чём свидетельствует большое количество затонувших кораблей. Высшая точка — 2,4 м, низшая — побережье Индийского океана — 0 м.
Климат тропический. Обыкновенны циклоны.

## История
Открыт португальскими путешественниками в XVI веке, под французским управлением с 1897 года.
С 1897 — владения Франции, с 1968 — под управлением специального комиссара, находящегося в Реюньоне.

## Экономика
Острова не имеют портов и гаваней, на них не ведётся никакая сельскохозяйственная и экономическая деятельность.